# Вильнюсская астрономическая обсерватория
Ви́льнюсская астрономи́ческая обсервато́рия (код обсерватории «070» — до 1939 года, после 1939 года «570») — астрономическая обсерватория Вильнюсского университета, действующая в Вильнюсе. Основана в 1753 году в центральном здании Академии и университета виленского Общества Иисуса, четвёртая по счёту в Европе и старейшая в Восточной Европе; впоследствии заново начала свою деятельность у парка Вингис в Вильнюсе.

## Первая обсерватория: XVIII—XIX века

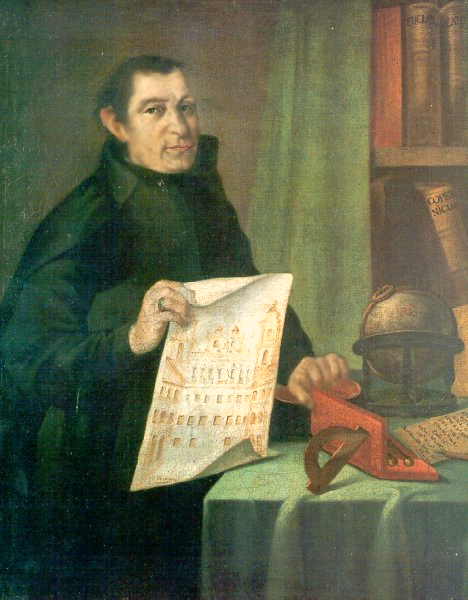
Рисунок обсерватории на портрете Т. Жебровского

Обсерватория сооружена по инициативе и по проекту Томаша Жебровского (1752, по другим сведениям 1742), хорошо знакомого с устройством астрономических обсерваторий в Праге и Вене. Его проект изображён виленским художником второй половины XVIII века Игнатием Эггенфельдером на портретах Жебровского и Елизаветы Огинской-Пузыны, на средства которой обсерватория сооружалась.

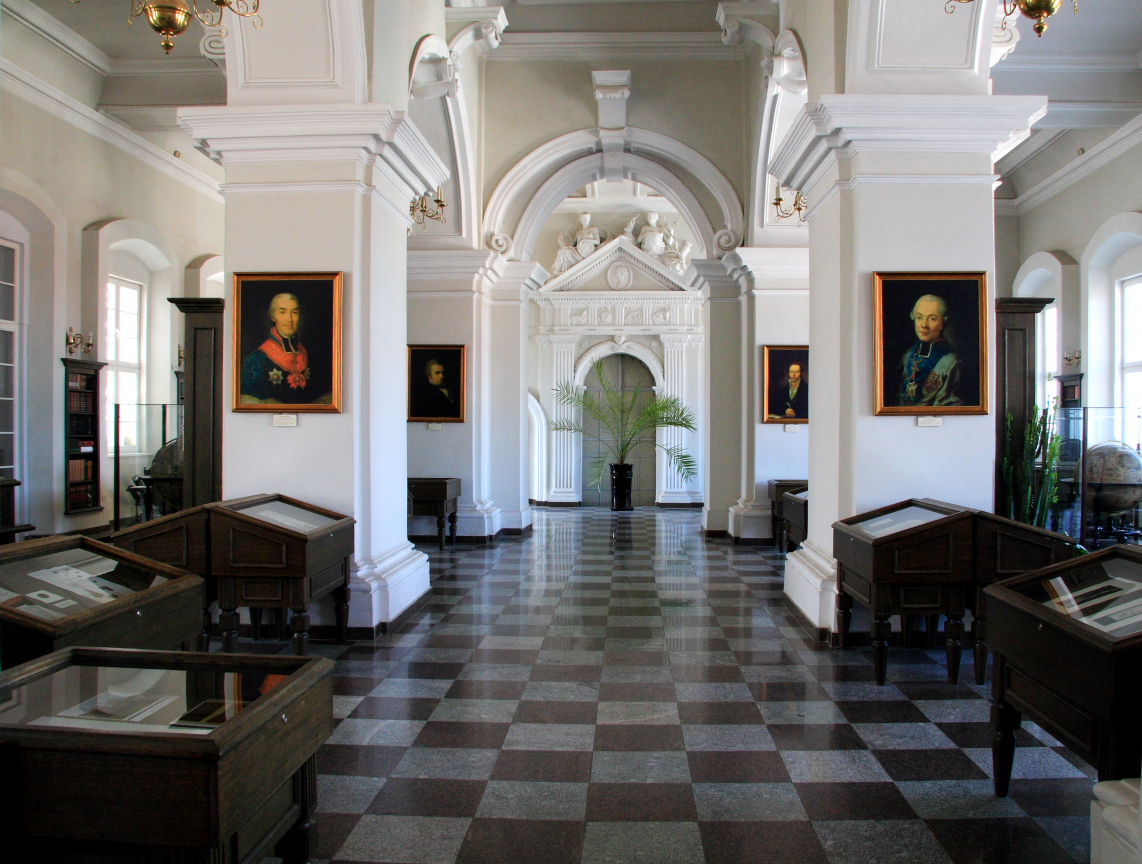
Бывший зал обсерватории

Обсерватория была возведена поверх прежнего трёхэтажного северного корпуса здания коллегии, откуда в XVIII веке ничто не заслоняло горизонт. Её составили два сооружённых один над другим зала, образовавшие четвёртый и пятый этажи, а также две трёхэтажных четырёхгранных башни. Четвёртый этаж занимал большой зал (ныне Белый зал Библиотеки Вильнюсского университета), в котором хранились приборы для астрономических наблюдений и физических опытов, экспонировались научные коллекции, проводились учебные занятия. Возведённая над сводом большого зала надстройка пятого этажа предназначалась для астрономических наблюдений. Необходимые для них приборы поднимались из большого зала через люк в своде.

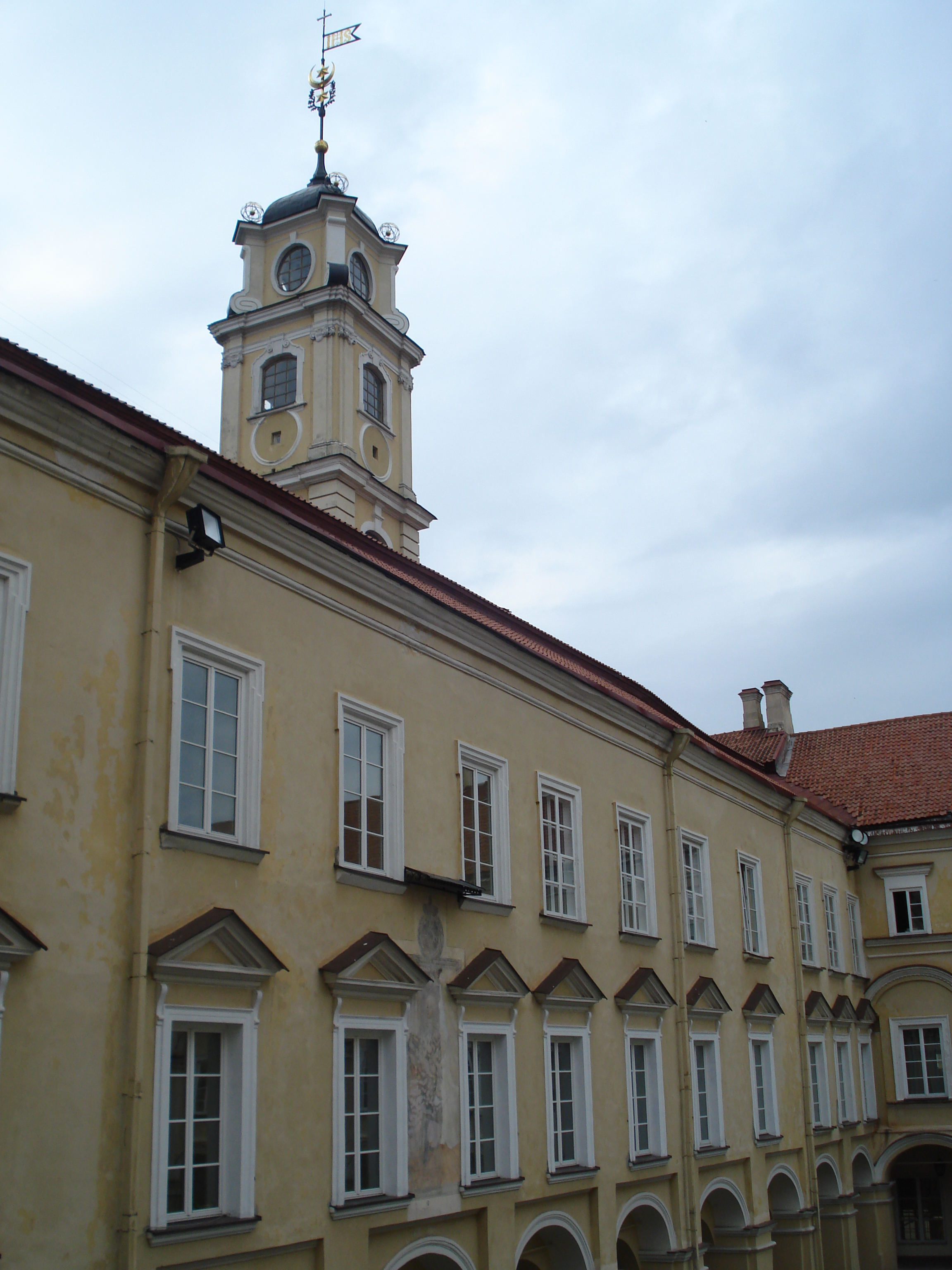
Сохранившаяся и отреставрированная восточная башня обсерватории. Вид из Большого двора

Башни по углам обсерватории своими формами напоминали барочные башни виленских костёлов. Они должны были быть одинаковыми и своим архитектурным образом представлять астрономическую науку. По проекту вершину восточной башни должна была украсить земная сфера, западную — небесная. Возведение западной башни затянулось и до смерти Жебровского так и не было завершено. Построенная по его проекту восточная башня была украшена вместо глобуса флюгером. Во время ремонта в 1825 году архитектор Кароль Подчашинский придал башне классицистические черты. В 1837 году западная башня была разрушена, а у восточной башни был разобран верхний третий этаж; на ней была оборудована смотровая площадка.

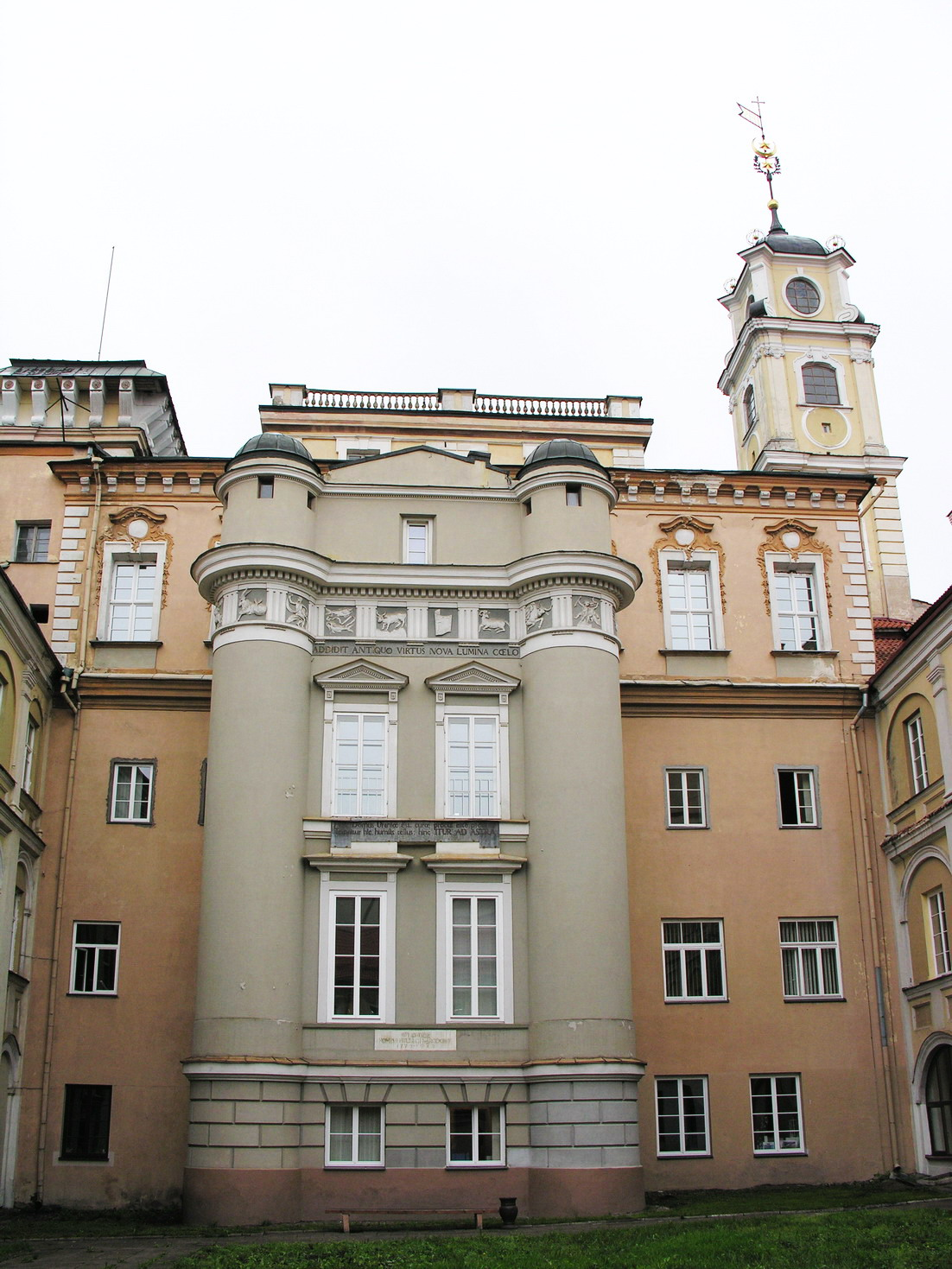
Пристройка Мартина Кнакфуса

Как позднее утверждал Мартин Почобут-Одляницкий, здание, спроектированное его учителем Жебровским, внешним величием превосходило Гринвичскую королевскую обсерваторию.
Возглавлявший обсерваторию в 1765—1807 годах Мартин Почобут-Одляницкий завершил её строительство. По его указаниям архитектор Мартин Кнакфус возвёл пристройку у южного фасада с двумя симметричными боковыми башнями, предназначенными для астрономических наблюдений. Почобут заботился о приобретении для обсерватории новейшего астрономического оборудования. Под его руководством на протяжении тридцати лет велись практические наблюдения. Они отражались в специальных рукописных журналах, в которых ежедневно фиксировались расположения небесных тел и их движение. При Почобуте велись наблюдения за солнечными пятнами и разрабатывались способы определения расстояния между Землёй и Солнцем.

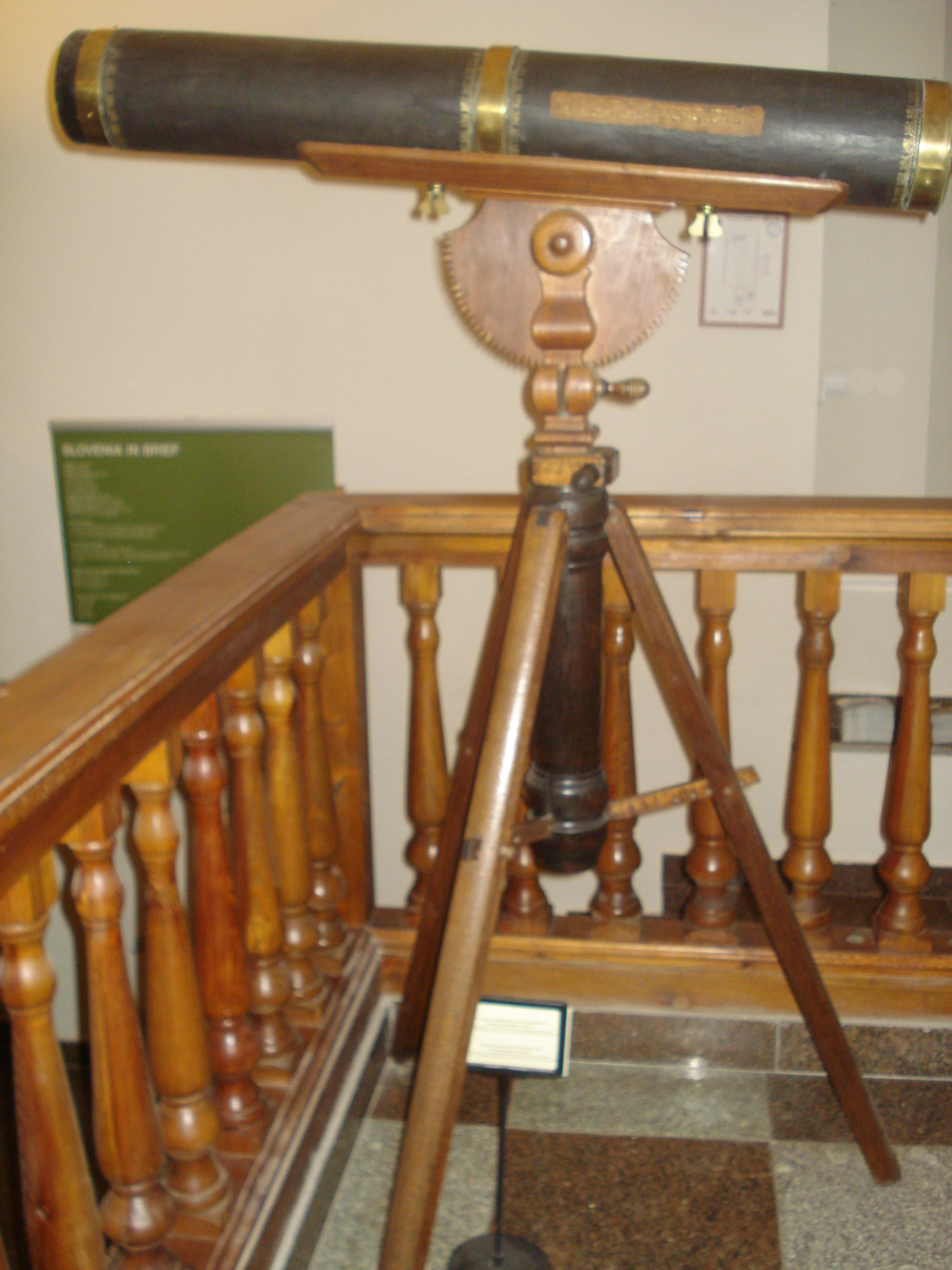
Телескоп — подарок Радзивилла

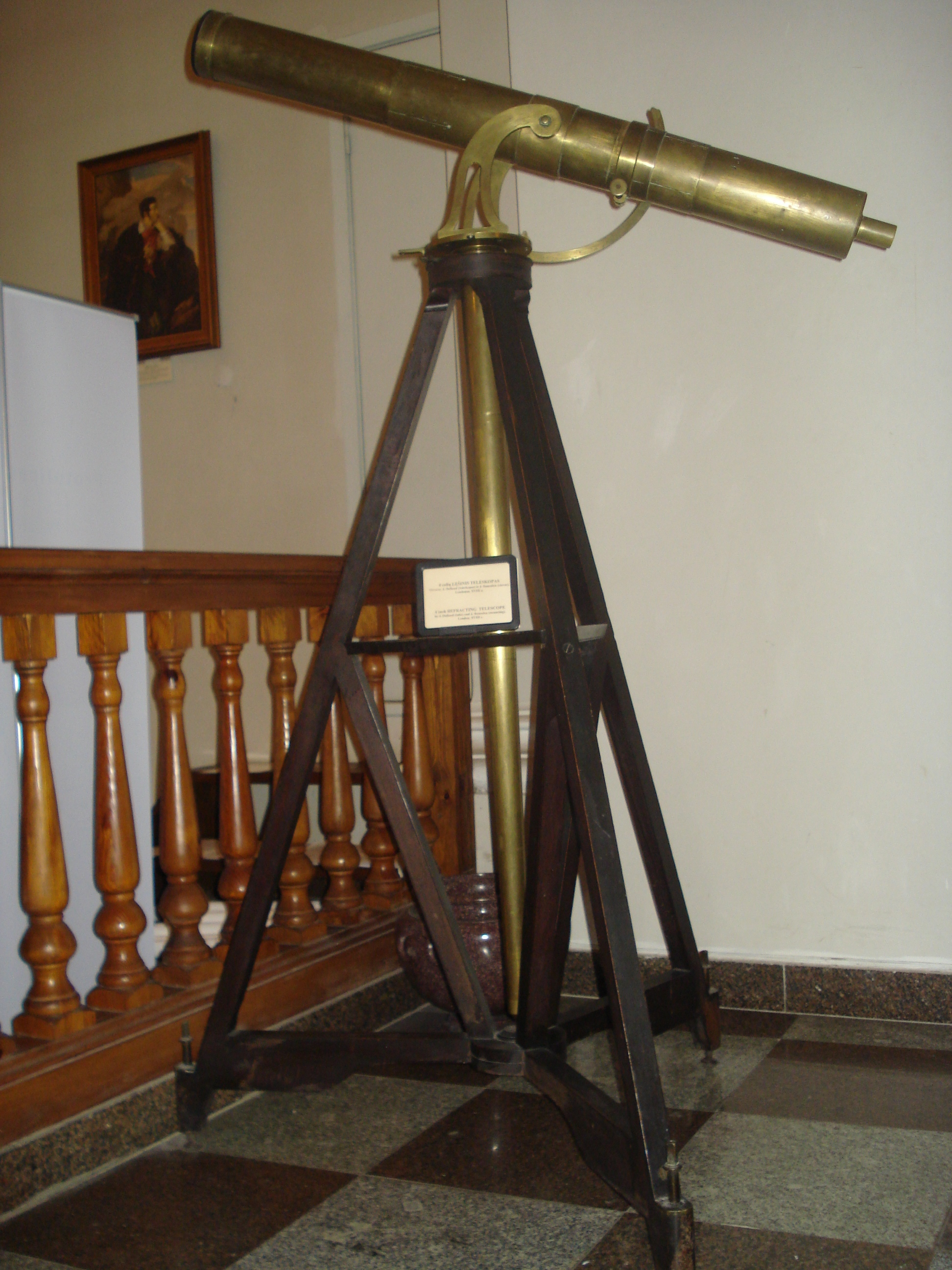
Телескоп Джона Доллонда (XVIII век)

После упразднения Виленского университета (1832) обсерватория до 1881 года принадлежала Петербургской Академии наук, затем с 1883 года была закрыта:

8 декабря 1876 г. случившийся в здании пожар значительно повредил как самое помещение обсерватории, так и некоторые из её инструментов, так что оказалось затруднительным производить дальнейшие наблюдения. Кроме того, положение её среди города делало невозможным точные астрономические наблюдения, вследствие сотрясения инструментов от уличного движения. Поэтому обсерватория 1 января 1883 года закрыта, библиотека обсерватории выслана в Петербург в Академию наук, часть инструментов, годных в дело, отправлена в Варшавскую обсерваторию, а инструменты старые, имеющие историческое значение, частью пересланы в Пулковскую обсерваторию, а частью переданы в Виленский Музей древностей. Само здание передано в ведение Учебного округа, под помещение Виленской Публичной Библиотеки.

За время своего существования обсерватория приобрела свыше ста различных астрономических инструментов. Из них сохранилось двенадцать; они хранятся в Музее истории науки Вильнюсского университета, часть их экспонируется в Белом зале Библиотеки Вильнюсского университета. Среди них — первый телескоп, подаренный в 1753 году князем Михалом Казимиром Радзивиллом «Рыбонькой», виленским воеводой. Это телескоп зеркальной оптической системы Грегори с рефлектором в 13,5 см. Телескоп длиной в 4 фута был изготовлен в Германии, был обшит кожей, с надписью, вытесненной золотыми буквами:

Dono celsissimi principis Michaelis Radziwill palat: Viln. supr: ducis exerc: M.D.L. cessit Acad: Viln: S. J. ad usum astronomicos.
Среди других инструментов самые важные:
- пассажный инструмент Рамсдена (приобретён в 1765 году)
- секстант Каниве (1765)
- стенной квадрант Рамсдена (1777)
- визуальный фотометр Шверда (1896)

Заведовали старой обсерваторией Томаш Жебровский (1753—1758), Якуб Накцянович (1758—1764), Мартин Почобут-Одляницкий (1764—1807), Ян Снядецкий (1807—1825), Пётр Славинский (1825—1843), М. О. Глушневич (1843—1848), Е. Н. Фусс (1848—1854), Е. Е. Саблер (1854—1865), М. М. Гусев (1865—1866), П. М. Смыслов (1866—1881).

## Новая обсерватория в XX веке
В 1922 году астрономическая обсерватория виленского Университета Стефана Батория была открыта на территории бывшего юнкерского училища у Закретского парка (ныне парк Вингис). Координаты обсерватории 54°40′58″ с. ш. 25°15′11″ в. д.. Обсерватория выпускала бюллетень научных трудов (1921—1939). Руководил обсерваторией Владислав Дзевульский (1922—1941). С 1939 года данной обсерватории присвоен код Центра малых планет «570».
Там же после Второй мировой войны начала работать обсерватория Вильнюсского государственного университета. Её основные инструменты — рефлекторы диаметром 63 см (совместно с Молетской астрономической обсерваторией Института физики) и 48 см, двойной астрограф диаметром 16 см. Обсерватория занималась исследованием звёзд II типа населения Галактики и микропеременности звёзд, совершенствованием методов регистрации слабых потоков света. Директорами и заведующими обсерватории были Б. Кодатис (1941—1944), П. Славенас (1944—1952 и 1956—1969), Б. Воронков (1952—1956), А. Мисюкас-Мисюнас (1969—1978), Р. Калитис (1978—1992), Й. Суджюс (1992—2008), В. Вансевичюс (с 2008 года).

## Основные инструменты обсерватории в ХХ — XXI веках
- 63-см рефлектор (D = 630 мм, F = 10080 мм, в 1974 году установлен в Молетской астрономической обсерватории Института физики)
- 48-см рефлектор (D = 480 мм, F = 9540 мм, в 2005 году установлен в астрономической обсерватории Самаркандского Университета, Узбекистан)
- 28-см Celestron Шмидт-Кассегрен (D = 280 мм, F = 2800 мм, в 2004 году установлен в Вильнюсской астрономической обсерватории)
- 16-см астрограф Carl Zeiss (D = 160 мм, F = 1500 мм, рефрактор; в 1931 году установлен в Вильнюсской астрономической обсерватории)